# To Duke with Love
To Duke with Love è un album di Art Farmer, pubblicato dalla East Wind Records nel 1976. Il disco fu registrato il 5 marzo 1975.

## Tracce
Lato A
1. In a Sentimental Mood – 7:01 (Duke Ellington, Manny Kurtz, Irving Mills)
2. It Don't Mean a Thing – 5:34 (Duke Ellington, Irving Mills)
3. The Star Crossed Lovers – 7:10 (Duke Ellington)

Lato B
1. The Brown Skin Garl in the Calico Gown – 7:25 (Duke Ellington)
2. Lush Life – 6:22 (Duke Ellington)
3. Love You Madly – 6:26 (Duke Ellington)

## Musicisti
- Art Farmer - flicorno
- Cedar Walton - pianoforte
- Sam Jones - contrabbasso
- Billy Higgins - batteria